# Cassie Steele
Cassandra Rae "Cassie" Steele (Toronto, 2 de dezembro de 1989) é uma atriz, cantora e compositora canadense, conhecida por ter interpretado Manny Santos na série canadense Degrassi: The Next Generation e Abby Vargas na série The L.A. Complex. Como cantora, lançou dois álbuns de estúdio, How Much for Happy (2005) e Destructo Doll (2009), e dois extended plays (EP), Shifty (2012) e Patterns (2014).

## Biografia
Cassie nasceu em Toronto, Canadá, no dia 2 de dezembro de 1989. Ela é descendente de britânicos, filipinos e asiáticos. Cassie começou a elaborar suas próprias músicas para acompanhar sua poesia quando estava na primeira série e começou a ter aulas de canto. Frequentou a London School of Dance em Scarborough, Ontário, onde teve aulas de balé e jazz.

## Filmografia
| Ano       | Título                        | Papel                        | Notas                                          |
| --------- | ----------------------------- | ---------------------------- | ---------------------------------------------- |
| 2001–2010 | Degrassi: The Next Generation | Manny Santos                 | Papel principal (temporada 1–9); 128 episódios |
| 2004      | Full-Court Miracle            | Julie                        | Filme televisivo                               |
| 2007      | The Best Years                | Lucy Ramirez-Montoya         | Papel recorrente; 3 episódios                  |
| 2007      | Da Kink in My Hair            | Garota                       | Episódio: "Fass & Facety"                      |
| 2008      | Instant Star                  | Blu                          | Papel recorrente; 5 episódios                  |
| 2008      | Degrassi Spring Break Movie   | Manny Santos                 | Filme televisivo                               |
| 2009      | Degrassi Goes Hollywood       | Manny Santos                 | Filme televisivo                               |
| 2010      | Degrassi Takes Manhattan      | Manny Santos                 | Filme televisivo                               |
| 2010      | My Babysitter's a Vampire     | Rochelle                     | Filme televisivo                               |
| 2012      | The L.A. Complex              | Abby Vargas                  | Papel principal                                |
| 2014      | Sorority Surrogate            | Valerie Vont                 | Filme televisivo; papel principal              |
| 2014      | The Dorm                      | Sarah                        | Filme televisivo; papel principal              |
| 2014–2017 | Rick and Morty                | Tammy Treter Gueterman (voz) | Papel recorrente; 6 episódios                  |
| 2015      | Zombie Shark                  | Amber Steele                 | Filme televisivo; papel principal              |
| 2016      | Twist of Fate                 | Kelly                        | Filme televisivo; papel principal              |
| 2017      | Mississippi River Sharks      | Tara                         | Filme televisivo; papel principal              |
| 2018      | Paint it Red                  | Lana                         | Filme independente                             |

## Discografia

### Álbuns de estúdio
| Título             | Detalhes                                                                                |
| ------------------ | --------------------------------------------------------------------------------------- |
| How Much for Happy | - Lançamento: 15 de março de 2005 - Gravadora: Bullseye Canada, Rob'N'Steal Productions |
| Destructo Doll     | - Lançamento: 21 de julho de 2009 - Gravadora: Independente, Rob'N'Steal Productions    |

### Extended play(EP)
| Título   | Detalhes                                                    |
| -------- | ----------------------------------------------------------- |
| Shifty   | - Lançamento: 17 de abril de 2012 - Gravadora: Independente |
| Patterns | - Lançamento: 12 de agosto de 2014 - Gravadora Independente |